# Emmons County
Emmons County ist ein County im Bundesstaat North Dakota der Vereinigten Staaten. Der Verwaltungssitz (County Seat) ist Linton.

## Geographie
Das County liegt im Süden von North Dakota, grenzt an South Dakota und hat eine Fläche von 4027 Quadratkilometern, wovon 116 Quadratkilometer Wasserfläche sind. Es grenzt im Uhrzeigersinn an folgende Countys: Burleigh County, Kidder County, Logan County, McIntosh County, Campbell County (South Dakota), Sioux County und Morton County.

## Geschichte
Emmons County wurde am 10. Februar 1879 gebildet und am 9. November 1883 abschließend organisiert. Benannt wurde es nach James Emmons, einem frühen Geschäftsmann aus dieser Gegend in Bismarck.
18 Bauwerke und Stätten des Countys sind im National Register of Historic Places eingetragen (Stand 23. März 2018).

## Demografische Daten

Alterspyramide des Emmons County

Nach der Volkszählung im Jahr 2000 lebten im Emmons County 4.331 Menschen in 1.786 Haushalten und 1.241 Familien. Die Bevölkerungsdichte betrug 1 Einwohner pro Quadratkilometer. Ethnisch betrachtet setzte sich die Bevölkerung zusammen aus 99,05 Prozent Weißen, 0,05 Prozent Afroamerikanern, 0,14 Prozent amerikanischen Ureinwohnern, 0,16 Prozent Asiaten, 0,18 Prozent Bewohnern aus dem pazifischen Inselraum und 0,30 Prozent aus anderen ethnischen Gruppen; 0,12 Prozent stammten von zwei oder mehr Ethnien ab. 1,15 Prozent der Bevölkerung waren spanischer oder lateinamerikanischer Abstammung.
Von den 1.786 Haushalten hatten 27,2 Prozent Kinder und Jugendliche unter 18 Jahre, die bei ihnen lebten. 61,0 Prozent waren verheiratete, zusammenlebende Paare, 4,4 Prozent waren allein erziehende Mütter, 30,5 Prozent waren keine Familien, 28,4 Prozent waren Singlehaushalte und in 16,4 Prozent lebten Menschen im Alter von 65 Jahren oder darüber. Die Durchschnittshaushaltsgröße betrug 2,38 und die durchschnittliche Familiengröße lag bei 2,92 Personen.
Auf das gesamte County bezogen setzte sich die Bevölkerung zusammen aus 24,8 Prozent Einwohnern unter 18 Jahren, 3,7 Prozent zwischen 18 und 24 Jahren, 22,3 Prozent zwischen 25 und 44 Jahren, 23,6 Prozent zwischen 45 und 64 Jahren und 25,6 Prozent waren 65 Jahre alt oder darüber. Das Durchschnittsalter betrug 44 Jahre. Auf 100 weibliche Personen kamen 101,7 männliche Personen. Auf 100 Frauen im Alter von 18 Jahren oder darüber kamen statistisch 100,9 Männer.
Das jährliche Durchschnittseinkommen eines Haushalts betrug 26.119 USD, das Durchschnittseinkommen der Familien betrug 31.857 USD. Männer hatten ein Durchschnittseinkommen von 23.235 USD, Frauen 15.590 USD. Das Prokopfeinkommen betrug 14.604 USD. 14,7 Prozent der Familien und 20,1 Prozent Familien lebten unterhalb der Armutsgrenze. Davon waren 23,4 Prozent Kinder oder Jugendliche unter 18 Jahre und 24,6 Prozent waren Menschen über 65 Jahre.